# Eduard Fischer
Ludwig Eduard Fischer (Berna, 16 de junho de 1861 – Berna, 18 de novembro de 1939) foi um botânico e micologista suíço.

## Vida
Fischer era filho do botânico Ludwig Fischer, professor e diretor do jardim botânico estadual. Fischer estudou na Universidade de Berna e se formou em 1883 com o pesquisador de cogumelos Heinrich Anton de Bary em Estrasburgo, com quem estudou Gasteromycetes. Durante estudos posteriores em Berlim durante 1884-1885, ele trabalhou com Simon Schwendener (1829-1919), August Wilhelm Eichler (1839-1887) e Paul Friedrich August Ascherson (1834–1913). Em 1885, Fischer foi nomeado professor da Universidade de Berna; 1893, ele foi promovido a professor associado. De 1897 a 1933 foi professor de botânica e biologia geral na universidade e sucedeu a seu pai como diretor do Jardim Botânico e Instituto Botânico de Berna.
Em 1899, Fischer casou-se com Johanna Gruner, que vinha de uma família de estudiosos. Ele morreu em Berna em 18 de novembro de 1939, aos 78 anos. Ele era o pai do pianista Kurt von Fischer.

## Trabalho
Fischer produziu monografias importantes para a Europa central de vários grupos de ascomicetos e basidiomicetos, incluindo ferrugens. Fischer encorajou o fitopatologista Arthur Jaczewski a estudar micologia. Seus alunos de graduação incluíram a médica norte-americana Lydia Rabinowitsch, e o micologista Ernst Albert Gäumann. Fischer tornou-se membro da Linnean Society of London em 1932.

## Publicações
- Berlese, AN; De-Toni, JB; Fischer, E. (1888). Sylloge Fungorum 7 (1): 1–498.
- Berlese, AN; De-Toni, JB; Fischer, E. (1888). Sylloge Fungorum 7 (2): 499.
- Fischer, E. (1886). "Zur Entwickelungsgeschichte der Fruchtkörper einiger Phalloideen. Annales du Jardin Botanique de Buitenzorg 6: 1-51.
- Fischer, E. (1888). "Zur Kenntniss der Pilzgattung Cyttaria ". Botanische Zeitung 46: 813–831.
- Fischer, E. (1888). "Zur Kenntniss der Pilzgattung Cyttaria ". Botanische Zeitung 48: 842–846.
- Fischer, E. (1897). "Beiträge zur Kenntnis der Schweizerischen Rostpilze". Bulletin de l'Herbier Boissier 5: 393–394.
- Fischer, E. (1909). "Studien zur Biologie von Gymnosporangium juniperinum ". Zeitschrift für Botanik 1: 683–714.
- Fischer, E. (1920, publ. 1921). "Zur Kenntnis von Graphiola und Farysia". Annales Mycologici 18: 188–197.
- Eduard Fischer (1922) "Weitere Beiträge zur Kenntnis der Gattung Graphiola" (Mais contribuições para a compreensão do gênero Graphiola) em Annales Mycologici (Annals of Mycology) 20: 3 pp. 228 - 237
- Fischer, E .; Albert Gäumann EA (1929) Biologie der pflanzenbewohnenden Pilze (Biologia dos fungos que habitam as plantas)
- Fischer, E. (1933) Die natürlichen Pflanzenfamilien: Unterklasse Eubasidii. Reihe Gastromyceteae (ed. Por Engler e Prantl)